# Melanella lunata
Melanella lunata is een slakkensoort uit de familie van de Eulimidae. De wetenschappelijke naam van de soort is voor het eerst geldig gepubliceerd in 1918 door Pilsbry.